# さぬき映画祭
さぬき映画祭（さぬきえいがさい、英称：Sanuki Film Festival）は、香川県高松市を主会場に香川県内で毎年度開催されている映画祭である。

## 概要

### 開催時期
主催はさぬき映画祭実行委員会、香川県、香川県教育委員会などで、2006年11月に第1回を開催。以降、第6回（2011年）までの開催時期は11月だったが第7回からは2月に変更されている。そのため第7回は2012年に開催されず、2013年に「さぬき映画祭2013」として開催された。
2016年は従来の冬季開催に加え、瀬戸内国際芸術祭2016と連携し、10月・11月の週末計6日間に「さぬき映画祭X瀬戸内国際芸術祭2016　さぬき映画祭〜島と陸の特別篇〜」が開催された。2019年はプレイベントとして1月に宇多津で「さぬきムロツヨシ映画祭2019」が開催された。

### プログラム
映画祭の主なプログラムとして、香川をイメージできる景観、風土、歴史などを用いた映像作品映像作品の企画の募集、香川であった面白い実話の映像化作品を募集する「さぬきストーリープロジェクト」、全国公開映画の先行上映や香川ゆかりの作品の上映やゲスト（映画監督や俳優など）によるトークショー、プロのシナリオライターを迎えて行う「シナリオ講座」、映画監督等を講師に迎えて制作・上映・講評を行う「映画制作実践ワークショップ」、子ども向けワークショップや映画上映が少ない地域での「シネマキャラバン（出前上映会）」がなど開催されている。
作品企画募集では、優秀企画に選定された作品は1年間をかけて映像化し、翌年の映画祭で上映される。第7回（2013年）からは一般部門と香川県在住者または香川県出身者の育成を目的の「県内人材育成部門」に分けられ各部門で選定している。
第7回（2013年）の映画上映では、映画祭ディレクターに就任した本広克行が高松会場の作品選考を自ら行い、全作品でトークショーを行った。さらに2月9日にそれぞれの会場で、踊る大捜査線 THE MOVIEシリーズ4作品とPSYCHO-PASS サイコパス第1クール（1話から11話）の一挙上映や、中島貞夫監督特集として2月9日から3日間連続で朝に1本ずつの上映を行うなど、今までのさぬき映画祭にない企画も行われた。第8回（2014年）は高松空港国際線が就航している台北、上海、ソウルからもゲストを招く予定していた。
第5回（2010年）と第6回（2011年）では、伊参スタジオ映画祭シナリオ大賞作品、富士山・河口湖映画祭シナリオコンクールグランプリ作品など他の映画祭の受賞作品も上映された。
この他に映画祭関連イベントとして第4回（2009年）から第6回（2011年）まで常磐町商店街のTOKIWA ART GALLERYで楽しくて刺激的な映像を短編映画から日本映画だけでなく外国映画も選考し、上映が開催される「シネマスクエア」も行われた。
「映像塾」と称して一般向けに講座も開いていて、第7回（2013年）は大津一瑯と中島貞夫が講師を務めた。第7回（2013年）の映像作品グランプリを受賞した釜次智久は、映像塾で映画製作を学んだ一人。

### 開催期間
| 回数   | 期間                 |
| ------ | -------------------- |
| 第1回  | 2006年11月3日〜11日  |
| 第2回  | 2007年11月17日〜24日 |
| 第3回  | 2008年11月24日〜30日 |
| 第4回  | 2009年11月13日〜28日 |
| 第5回  | 2010年11月5日〜27日  |
| 第6回  | 2011年11月3日〜11日  |
| 第7回  | 2013年2月3日〜17日   |
| 第8回  | 2014年2月14日〜23日  |
| 第9回  | 2015年2月13日〜22日  |
| 第10回 | 2016年2月11日〜21日  |
| 第11回 | 2017年2月10日〜12日  |
| 第12回 | 2018年2月9日〜12日   |
| 第13回 | 2019年2月9日〜11日   |
| 第14回 | 2020年2月8日〜9日    |
| 第15回 | 2021年2月13日〜14日  |
| 第16回 |                      |
| 第17回 |                      |
| 第18回 | 2024年2月3日～4日    |

### 会場
第7回まで高松市内の施設のみが主会場として使用されていた。第8回より高松市外のイオンシネマも主会場のひとつとして使用されている。
高松市内
- e-とぴあ・かがわBBスクエア（第1回 - ）
- イオンシネマ高松東（第7回 - ）
- かがわ国際会議場（第9回 - ）
- 香川県県民ホール（第1,6,10回）
- Festhalle（第11回）
- 史跡高松城跡玉藻公園披雲閣（第11回）

高松市外
- イオンシネマ綾川（第8回 -）
- イオンシネマ宇多津（第8,10回 -）[10]

過去の会場
- 香川県立ミュージアム（第7,9回）
- ホールソレイユ（第1回）
- サンポートホール高松（第2 - 5回）
- 瓦町FLAG（第10回）

過去の地域会場
- 観音寺市民会館
- 土庄町立中央公民館
- 丸亀市綾歌総合文化会館アイレックス
- ベッセルおおち
- 三豊市文化会館マリンウェーヴ
- 琴平町文化会館
- 三木町文化交流プラザ

### マスコット
第8回（2014年）より本場さぬきうどん協同組合公認のツルきゃら「うどん脳」がマスコットを務める。映画祭に合わせた「映画脳くん」や「うどん脳くん映画監督バージョン」が登場する。

## 優秀企画映像作品
- 前年度の映画祭で優秀企画に選定された作品を上映。

| 回数  | 開催年 | グランプリ受賞作                  | その他の上映作 |
| ----- | ------ | --------------------------------- | --- |
| 第2回 | 2007年 | 夕凪にこだまする                  | 瀬戸夢物語（審査員特別賞） 夕べの鐘〜6時30分、君の声、〜（奨励賞） また ゆく みち キャンバス                                                |
| 第3回 | 2008年 | UKISHIMA                          | ほっこまい・高松純情シネマ（奨励賞） 琴電に乗って（奨励賞） ミリモ・センチモ                                                                |
| 第4回 | 2009年 | Give and Go                       | 青き島よりGo!（審査員特別賞） 掌が なぞるは夏の 面影か グラキン★クイーン                                                                    |
| 第5回 | 2010年 | 該当作品なし                      | 花子の日記〜ビ-フのキョ-フ物語〜（準グランプリ） 庵治石の味（準グランプリ） これが私の生きる道（奨励賞）                                    |
| 第6回 | 2011年 | 該当作品なし                      | チンゲンサイの夏休み〜青菜的暑假〜（準グランプリ） ジュリーの海&空（審査員特別賞） 波のかけら 月あかり（奨励賞） さぬき巡礼ツアー（奨励賞） |
| 第7回 | 2013年 | The lion dance しあわせ獅子あわせ | ギャングが島にやってきた（審査員特別賞） 竜宮、暁のきみ 海竜を見た日                                                                        |

| 回数   | 開催年 | 上映作品                                                        |
| ------ | ------ | --------------------------------------------------------------- |
| 第8回  | 2014年 | 『リズミカルに戦う』、『夏を越える少年たち』                    |
| 第9回  | 2015年 | 『アヒージョ!』（審査員特別賞）、『よるべしるべ』、『W＆M』     |
| 第10回 | 2016年 | 『帰ってきまい』（優秀作品賞）、『かんかんSUN』（審査員特別賞） |

## シナリオコンクール
| 回数  | 開催年 | 大賞                               | 優秀賞 | 奨励賞                                                               |
| ----- | ------ | ---------------------------------- | --- | -------------------------------------------------------------------- |
| 第6回 | 2022年 | 盆栽ラップソディー（鵜川京子）     | 酸いも甘いも嗅ぎ分けて（小野久仁子） スクエアダンス（黒沢見冴子） 碁盤は知っているので捨てないでください（塚田忠維） |                                                                      |
| 第7回 | 2023年 | 潮待ち模様（三好冬馬）             | 夜の体育祭（笛奴） おだいしさんとオヘンロさん（なゆ）                                                                | 「メタセコイア・三木茂博士物語」～自然と共に生きた生涯～（猿渡啓子） |
| 第8回 | 2024年 | 発酵オバサン今日も行く（松田恒代） | 八朔のひなまつり（篠田麗） こんにゃく日和（猫野桃子）                                                                | 逃げろ乙女ちゃん（なゆ）                                             |

## 主なゲスト
2006年
- 大林宣彦（映画作家）
- 本広克行（映画監督）
- 高畑淳子（女優）
- 多田亜佐美（映画監督・カメラマン）

- 藤澤恵麻（ラブ★コン主演）
- 坂口憲二（機関車先生主演）
- 廣木隆一（機関車先生監督）

2007年
- 藤澤恵麻（結婚しようよ主演）
- 大林宣彦（転校生 さよならあなた監督）
- 蓮佛美沙子（転校生 さよならあなた主演）
- 森田直幸（転校生 さよならあなた主演）
- 柳明菜（今日という日が最後なら監督・脚本）

- 吉沢悠（夕凪の街 桜の国出演）
- 朝原雄三（釣りバカ日誌14 お遍路大パニック!監督）
- 河瀬直美（殯の森監督・脚本）
- 本広克行（UDON監督）

2008年
- 上野由恵（フルート奏者）
- 菱沼康介（はじめての家出監督・脚本）
- あさのあつこ（バッテリー原作）
- 林遣都（バッテリー主演）
- 喜多一郎（ライフ・オン・ザ・ロングボード監督・脚本）
- 麻宮美果（ライフ・オン・ザ・ロングボード出演）

- アサオヨシノリ（青空ポンチプロデューサー）
- 柴田剛（青空ポンチ監督）
- 石田真人（青空ポンチ主演）
- 戸田比呂子（青空ポンチ出演）
- 石井裕也（ガール・スパークス監督・脚本）

2009年
- すずきじゅんいち（東洋宮武が覗いた時代監督）
- 石井裕也（君と歩こう監督・脚本）
- 木内晶子（めおん第二話主演）

- 西田敏行（釣りバカ日誌20 ファイナル主演）
- 朝原雄三（釣りバカ日誌20 ファイナル監督・脚本）

2010年
- 本広克行（曲がれ!スプーン監督）
- 上田誠（曲がれ!スプーン原作・脚本）
- 中川春樹（曲がれ!スプーン出演）

- 松井久子（レオニー監督・脚本）
- 河瀬直美（玄牝-げんぴん-監督・撮影）

2011年
- 三浦貴大（RAILWAYS 49歳で電車の運転士になった男の物語出演）
- 大森一樹（津軽百年食堂監督・脚本）
- 本田隆一（大木家のたのしい旅行 新婚地獄篇監督）

2013年
- 本広克行（映画祭ディレクター）
- 中島貞夫（鉄砲玉の美学、狂った野獣、新・極道の妻たち監督）
- 大林宣彦（映画作家）
- 君塚良一（遺体 明日への十日間監督・脚本、踊る大捜査線 THE MOVIEシリーズ脚本）
- 亀山千広（遺体 明日への十日間製作、踊る大捜査線 THE MOVIEシリーズ製作）
- 菅野祐悟（踊る大捜査線 THE MOVIE 3、踊る大捜査線 THE FINAL音楽）
- 田口拓也（踊る大捜査線 THE MOVIE 2、踊る大捜査線 THE MOVIE 3、踊る大捜査線 THE FINAL編集）
- 小橋めぐみ（遺体 明日への十日間、踊る大捜査線 THE FINAL出演）
- ムロツヨシ（踊る大捜査線 THE MOVIE 3、踊る大捜査線 THE FINAL、ボクたちの交換日記出演）
- 高杉亘（踊る大捜査線 THE MOVIE 2、踊る大捜査線 THE MOVIE 3出演）
- 貞包みゆき（踊る大捜査線 THE MOVIE 3、踊る大捜査線 THE FINAL出演）
- 山本真由美（踊る大捜査線 THE FINAL出演）
- 川村紗也（踊る大捜査線 THE FINAL出演）
- 北山雅康（踊る大捜査線 THE MOVIE、踊る大捜査線 THE FINAL出演）
- 関智一（PSYCHO-PASS サイコパス声優）
- 山下敦弘（苦役列車監督）
- 細谷まどか（ボクたちの交換日記製作）
- 香西志帆（猫と電車監督・脚本・撮影・編集）
- 藤真美穂（猫と電車出演）
- 安達雅哉（猫と電車出演）
- 山内ケンジ（ミツコ感覚監督・脚本）
- 石橋けい（ミツコ感覚出演）
- 木村好克（映画監督）
- 金子修介（百年の時計監督）
- 金丸雄一（百年の時計製作）
- 吉田大八（桐島、部活やめるってよ監督）

2014年
- 本広克行（映画祭ディレクター、UDON監督）
- 木内晶子（うどん県副知事、女優）
- 藤澤恵麻（女優）
- 井上真央（永遠の0出演）
- 山田洋次（小さいおうち監督）
- 是枝裕和（そして父になる監督）
- 香西志帆（恋とオンチの方程式監督）
- 夏菜（恋とオンチの方程式主演）
- 清水崇（魔女の宅急便監督）
- 小芝風花（魔女の宅急便主演）
- 大原櫻子（カノジョは嘘を愛しすぎてる出演）
- 大森研一（瀬戸内海賊物語監督）
- 柴田杏花（瀬戸内海賊物語主演）
- ムロツヨシ（UDON出演）
- 藤村忠寿（水曜どうでしょうディレクター）
- 嬉野雅道（水曜どうでしょうディレクター）

2015年
- 本広克行（映画祭ディレクター、幕が上がる監督他）
- ももいろクローバーZ（幕が上がる主演）
- 吉田大八（紙の月監督）
- 三木孝浩（くちびるに歌を監督）
- 森淳一（リトル・フォレスト監督）
- 橋本愛（リトル・フォレスト主演）
- 藤村忠寿（水曜どうでしょうディレクター）
- 嬉野雅道（水曜どうでしょうディレクター）